# 无味薹草
无味薹草（学名：Carex pseudofoetida）为莎草科薹草属的植物。分布于蒙古、俄罗斯、印度西北部、阿富汗、伊朗以及中国大陆的西藏、青海等地，生长于海拔3,700米至5,200米的地区，多生长在山坡、潮湿处以及草甸，目前尚未由人工引种栽培。

## 异名
- Carex vulpinaris Nees var. pseudofoetida (Kuekenth.) Y. C. Yang